# Урман-Ташла
Урман-Ташла (устар. Урманташла) — река в России, протекает по Башкортостану, Оренбургской области. Левый приток Ташлы, общая длина реки 32 км.
Формируется на хребте Малый Накас, в реке водится форель и хариус.

## Данные водного реестра
По данным государственного водного реестра России относится к Уральскому бассейновому округу, водохозяйственный участок реки — Большой Ик, речной подбассейн реки — подбассейн отсутствует. Речной бассейн реки — Урал (российская часть бассейна).
Код объекта в государственном водном реестре — 12010000612112200006085.